# Parure

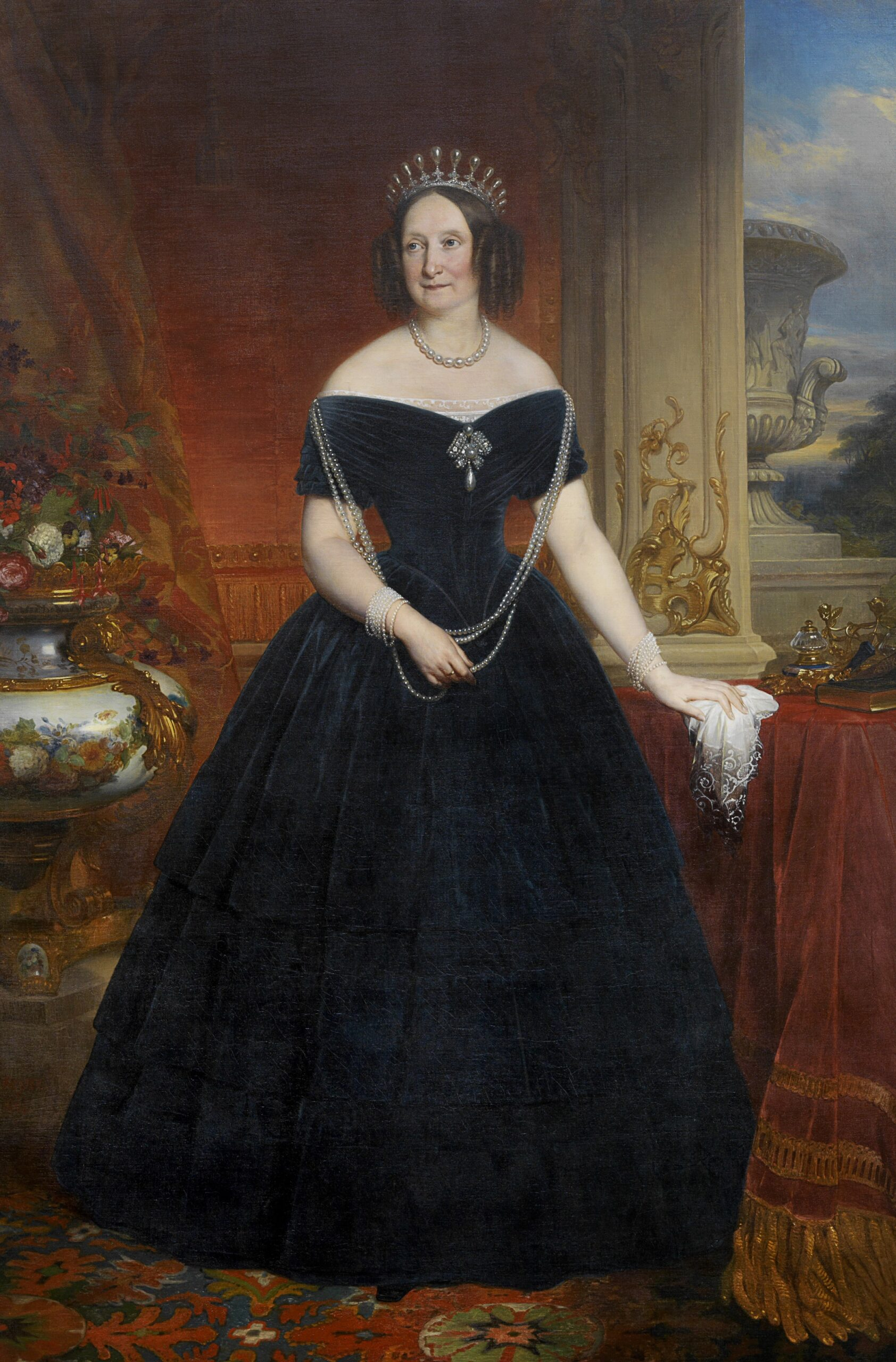
Anna Paulowna, echtgenote van koning Willem II, met een parure van parels

Een parure (afgeleid van parer, Frans voor versieren) is een set van sieraden die zijn gemaakt om bij elkaar te worden gedragen, meestal bestaande uit een halsketting, broche, oorbellen en een of twee armbanden. Een tiara of diadeem kan onderdeel zijn van een parure. Een kleinere set, bijvoorbeeld ketting en oorbellen, noemt men demi-parure of halve parure.
De parure kwam in de 17e eeuw in Europa in zwang en was een belangrijk statussymbool. Voor het vervaardigen wordt gebruikgemaakt van diverse edelmetalen en edelstenen, maar bijvoorbeeld ook parels en koraal. Ten tijde van Lodewijk XIV waren diamanten, gecombineerd met zilver, populair. Een parure die werd gemaakt voor zijn bruid Françoise d'Aubigné bevatte onder meer oorringen, twee hangers, mouwgespen en tweeëndertig knoppen. Ook Napoleon Bonaparte gaf parures aan zijn vrouwen. De cameeënparure die hij in 1809 aan zijn echtgenote Joséphine de Beauharnais schonk is tegenwoordig eigendom van het Zweedse koningshuis. Koningin Silvia en kroonprinses Victoria droegen de diadeem van de parure bij hun huwelijk. Napoleon is waarschijnlijk ook opdrachtgever van de Leuchtenbergparure. Ook het Koninklijk Huis in Nederland bezit een aantal parures, waaronder de parure met huisdiamanten (met Stuart-diamant) die is gedragen door onder anderen koningin Wilhelmina, koningin Juliana en koningin Máxima tijdens het staatsbezoek aan Groot-Brittannië in oktober 2018.
Een ander Nederlands voorbeeld is de Potgieter-parure die de schrijver E.J. Potgieter rond 1855 liet maken door de Koninklijke Nederlandse Fabriek van gouden en zilveren werken J.M. van Kempen & Zonen. Deze parure bevindt zich in de collectie van het Rijksmuseum Amsterdam.
De sieraden in een parure bevatten soms uitwisselbare componenten en sluitsystemen, waardoor ze in een andere setting kunnen worden gedragen. In de 19e eeuw deed het horloge zijn intrede in de parures.

## Afbeeldingen

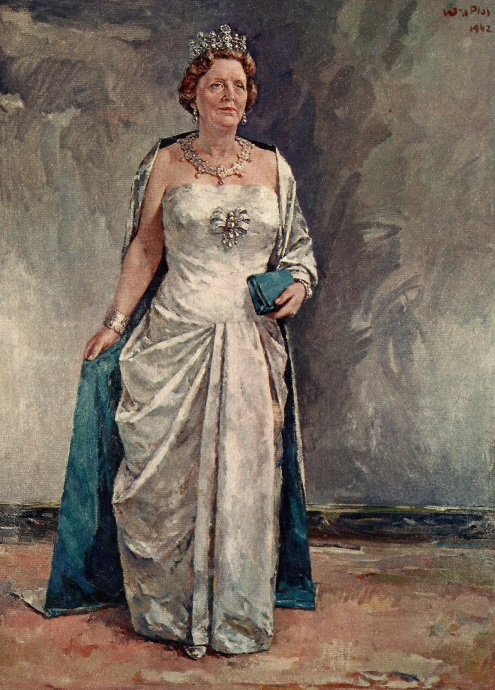
Koningin Juliana met de huisdiamanten-parure
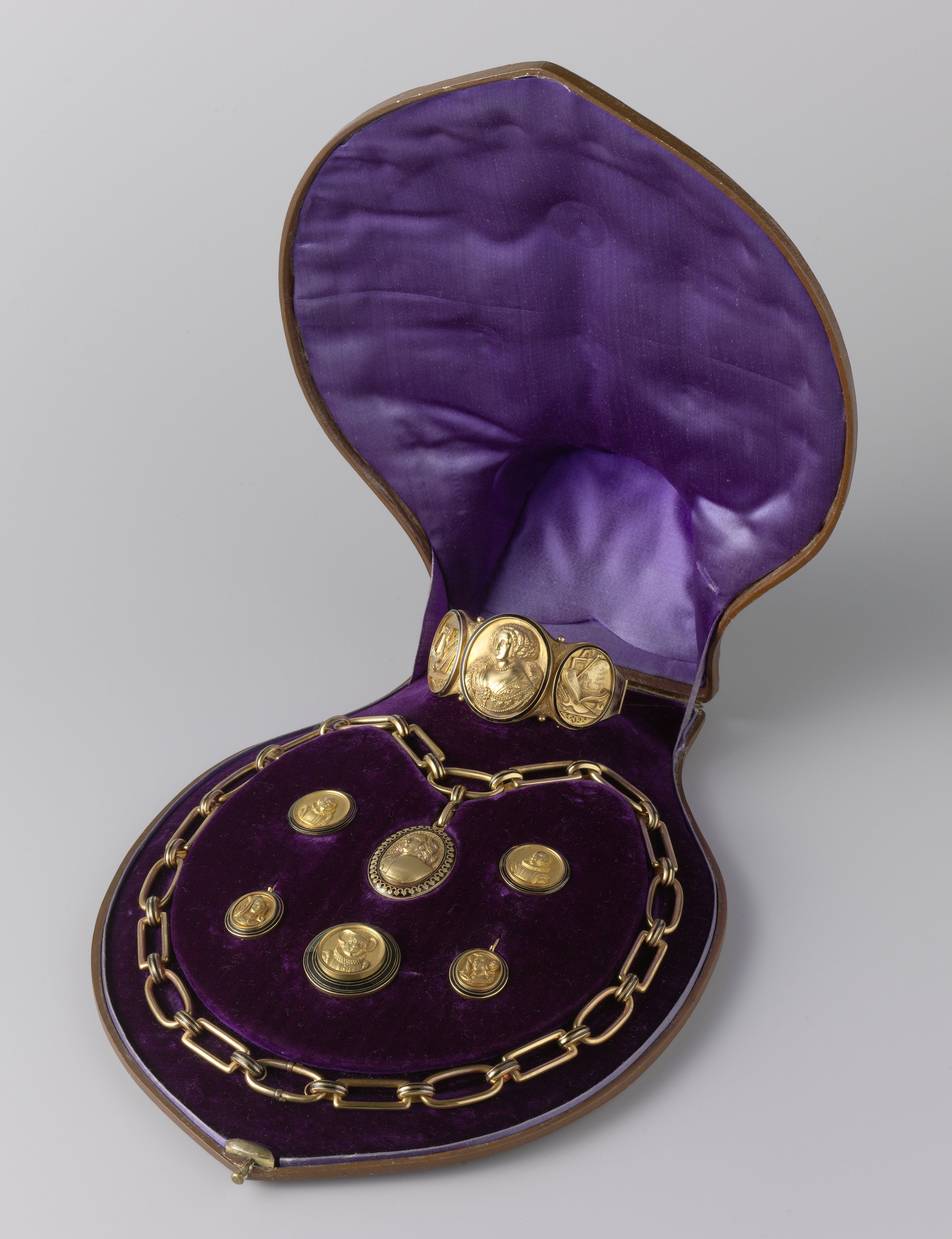
Potgieter-parure (ca. 1855)
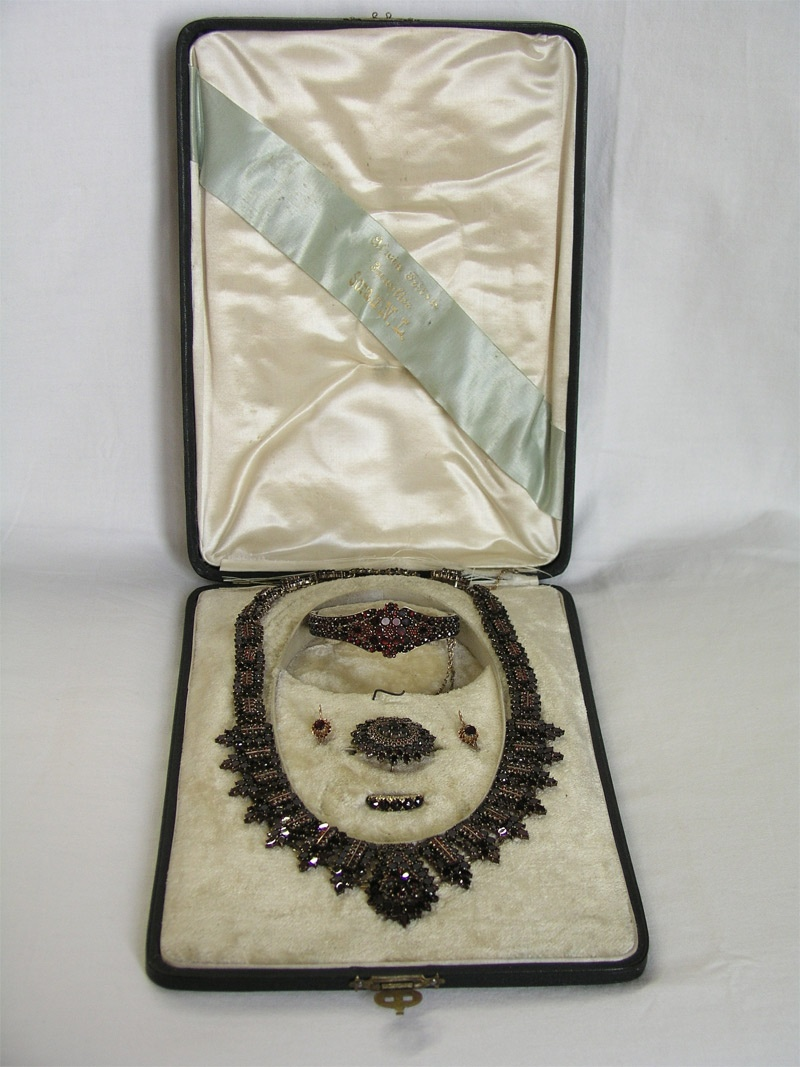
Pruisische parure (2e helft 19e eeuw)
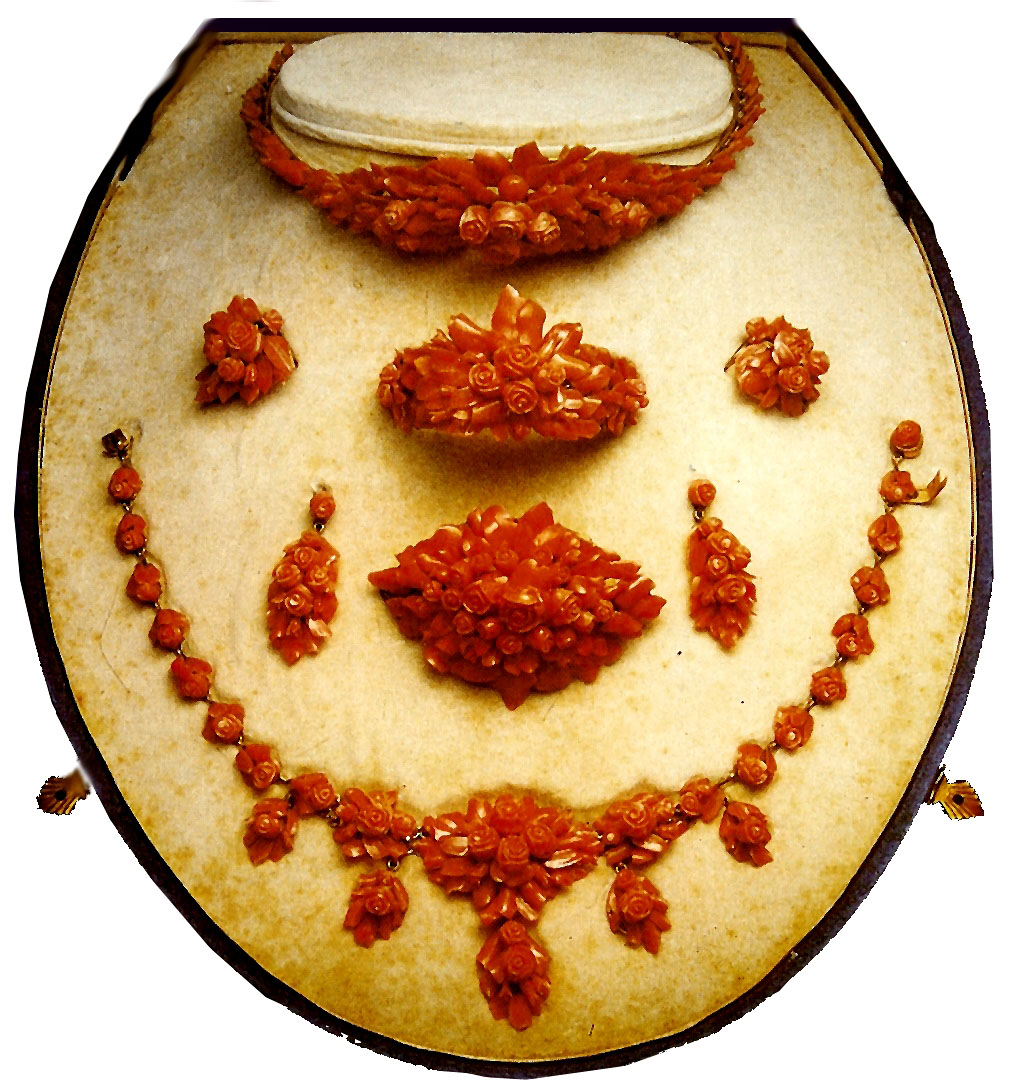
Koraalparure van Farida van Egypte (1934)